# Mòla de Portolà
Mòla de Portolà és un molí fariner d'Arties, del municipi de Naut Aran (Vall d'Aran), inclòs en l'Inventari del Patrimoni Arquitectònic de Catalunya.

## Descripció
Establiment industrial documentat al segle xviii situat el marge esquerre del Garona, on prenia l'aigua a partir d'una presa de pedra solta de derivació. Consta que l'aigua de la séquia movia tres moles de farina en un espai de 90 m2 (1922) i, ocasionalment, un ressèc —serradora de fusta. L'edifici, de planta quadrada sota coberta piramidal, conserva part de l'antiga maquinària a l'interior.

## Història
El molí d'Arties amb la serradora de fusta documentada, si més no, des del segle XVIII; el qüestionari de Francisco de Zamora, però, deixa clar que el batà es trobava en el Valarties (1788). La comunitat del Molí Vell d'Arties donà pas a la societat del Molí d'Arties, constituïda per accions l'any 1922. El vell molí de farina fou ampliat amb un "ressèc" per la banda de ponent, però aviat entrà en decadència i fou absorbit en els anys 50 per les obres de la central elèctrica essent destinat a local de reunió dels treballadors. De fet, en la porta una palanca commemora la inauguració de l'enllumenat elèctric de la vila, l'any 1921.